# Председник Републике Индије
Председник Републике Индије је шеф државе у Индији. Титула је формирана 26. јануара 1950. када је донет важећи устав. Председник такође командује и војском државе. Актуелни и 15. председник је Друпади Мурму.
Примарна дужност председника је очување, заштита и одбрана устава и закона Индије који су саставни део његове заклетве.